# クロニクル・オブ・ライフ・アンド・デス
「クロニクル・オヴ・ライフ・アンド・デス」(The Chronicles of Life and Death)は、アメリカ合衆国のパンク・ロックバンド、グッド・シャーロットの通算3枚目のスタジオ・アルバム。Billboard 200で3位を獲得し、現在世界で120万枚以上の売り上げを記録、全米でプラチナムに認定されている。アルバムは"ライフ"(Life)バージョンと"デス"(Death)バージョンの2種類があり、それぞれ1曲ずつ異なるボーナス・トラックが収録されている。日本盤はその両方に加えて、"Predictable"の日本語バージョンが追加されている。その他にも、日本語で歌われているイントロ曲や、日本に滞在していた時に書いた曲が収録されているなど、今作はグッド・シャーロットが大の親日家であるということが前面に表現されている。

## 収録曲
1. ワンス・アポン・ア・タイム： バトル・オヴ・ライフ・アンド・デス -
"Once Upon a Time: The Battle of Life and Death"
2. クロニクル・オヴ・ライフ・アンド・デス - "The Chronicles of Life and Death"
3. ウォーク・アウェイ （メイビー） - "Walk Away (Maybe)"
4. S.O.S. - "S.O.S."
5. アイ・ジャスト・ワナ・リヴ - "I Just Wanna Live"
6. ゴースト・オヴ・ユー - "Ghost of You"
7. プリディクタブル - "Predictable"
8. シークレット - "Secrets"
9. トゥルース - "The Truth"
10. ワールド・イズ・ブラック - "The World is Black"
11. マウンテン - "Mountain"
12. ウィ・ビリーヴ - "We Believe"
13. イット・ワズント・イナフ - "It Wasn't Enough"
14. イン・ディス・ワールド （マーダー） - "In This World (Murder)"

- "ライフ"(Life)バージョンボーナス・トラック

1. フォーリング・アウェイ - "Falling Away"※

- "デス"(Death)バージョンボーナス・トラック

1. ミート・マイ・メイカー - "Meet My Maker"※

- 日本盤ボーナス・トラック

1. フォーリング・アウェイ - "Falling Away"
2. ミート・マイ・メイカー - "Meet My Maker"
3. プリディクタブル （日本語バージョン） - "Predictable (Japanese Ver.)"※

※全バージョンの最終曲の後に、隠しトラック"Wounded"が収録されている。

## シングル
- "Predictable" (2004年)
- "I Just Wanna Live" (2004年)
- "The Chronicles of Life and Death" (2005年)
- "We Believe" (2005年)

## メンバー
- ベンジー・マデン (Benji Madden) - ギター、ボーカル
- ジョエル・マデン (Joel Madden) - ボーカル
- ビリー・マーティン (Billy Martin) - ギター
- ポール・トーマス (Paul Thomas) - ベース
- クリス・ウィルソン (Chris Wilson) - ドラムス